# 徐禮 (徐階祖父)
徐礼（1437年—1493年），字廷仪，号乐善居士。

## 生平
正统二年正月十八，徐礼生于徐家旧宅，后来由于家中地方太小，不得已搬出去并入赘黄氏。黄氏所在华亭的德丰桥旁，距离府治很近，后来便成为徐府之所在。徐礼非常看重承诺，讲究义气，经常被人称之为长者；他也很喜欢喝酒，通常在外要喝到半夜。徐礼的夫人黄氏和徐礼同岁，她非常严肃，对于子女要求严厉，而徐礼在乡间的好评也大多是黄氏在背后所助。弘治六年十一月二十日，徐礼去世，享年五十一岁。

## 家族
孙徐阶，明代内阁首辅。

## 身后
徐阶掌权后，他最初被追赠为通议大夫、吏部右侍郎；再被追赠为光禄大夫、柱国、少师、兼太子太保、礼部尚书、东阁大学士；第三次被追赠为光禄大夫、柱国、少保、兼太子太傅、礼部尚书、武英殿大学士；第四次被追赠为光禄大夫、柱国、少师、兼太子太师、吏部尚书、武英殿大学士；第五次被追赠为特进光禄大夫、柱国、少师、兼太子太师、吏部尚书、建极殿大学士。他的妻子黄氏也先被追赠为淑人，后累封为一品诰命夫人。